# Liste der Gerichtsbezirke in Katalonien
Dies sind die Gerichtsbezirke in Katalonien, Spanien.

## Provinz Barcelona

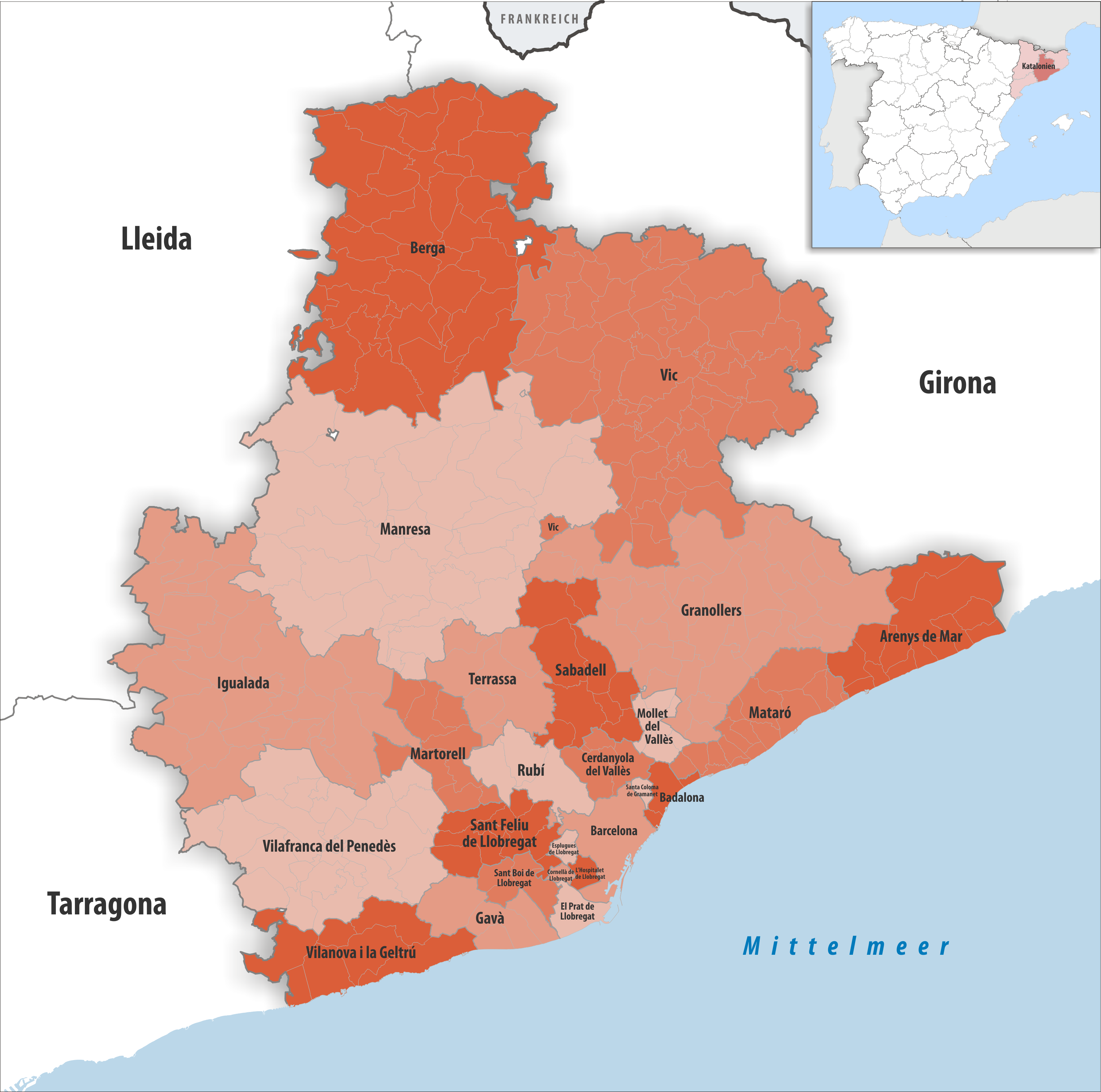
Gerichtsbezirke in der Provinz Barcelona

| Gerichtsbezirk            | Gemeinden | Einwohner (2024) | Fläche km² | Dichte Einw./km² | Hauptquartier             |
| ------------------------- | --------- | ---------------- | ---------- | ---------------- | ------------------------- |
| Arenys de Mar             | 13        | 155.982          | 247,31     | 631              | Arenys de Mar             |
| Badalona                  | 3         | 278.198          | 27,72      | 10.036           | Badalona                  |
| Barcelona                 | 1         | 1.702.547        | 100,76     | 16.897           | Barcelona                 |
| Berga                     | 30        | 40.798           | 1.129,79   | 36               | Berga                     |
| Cerdanyola del Vallès     | 5         | 181.408          | 67,85      | 2.674            | Cerdanyola del Vallès     |
| Cornellà de Llobregat     | 1         | 91.589           | 6,89       | 13.293           | Cornellà de Llobregat     |
| Esplugues de Llobregat    | 2         | 68.494           | 12,31      | 5.564            | Esplugues de Llobregat    |
| Gavà                      | 4         | 192.267          | 114,31     | 1.682            | Gavà                      |
| Granollers                | 35        | 322.868          | 769,18     | 420              | Granollers                |
| L’Hospitalet de Llobregat | 1         | 39.973           | 13,60      | 2.939            | L’Hospitalet de Llobregat |
| Igualada                  | 32        | 118.161          | 850,20     | 139              | Igualada                  |
| Manresa                   | 35        | 196.064          | 1.300,37   | 151              | Manresa                   |
| Martorell                 | 9         | 140.863          | 152,87     | 921              | Martorell                 |
| Mataró                    | 17        | 307.085          | 179,71     | 1.709            | Mataró                    |
| Mollet del Vallès         | 7         | 108.242          | 48,19      | 2.246            | Mollet del Vallès         |
| El Prat de Llobregat      | 1         | 66.184           | 33,68      | 1.965            | El Prat de Llobregat      |
| Rubí                      | 3         | 193.125          | 111,36     | 1.734            | Rubí                      |
| Sabadell                  | 9         | 329.942          | 222,73     | 1.481            | Sabadell                  |
| Sant Boi de Llobregat     | 4         | 103.503          | 54,02      | 1.916            | Sant Boi de Llobregat     |
| Sant Feliu de Llobregat   | 10        | 197.743          | 131,55     | 1.503            | Sant Feliu de Llobregat   |
| Santa Coloma de Gramenet  | 1         | 121.203          | 7,09       | 17.095           | Santa Coloma de Gramenet  |
| Terrassa                  | 6         | 256.984          | 181,38     | 1.417            | Terrassa                  |
| Vic                       | 49        | 169.632          | 1.193,95   | 142              | Vic                       |
| Vilafranca del Penedès    | 26        | 111.541          | 545,73     | 204              | Vilafranca del Penedès    |
| Vilanova i la Geltrú      | 7         | 164.647          | 231,84     | 710              | Vilanova i la Geltrú      |
| Provinz Barcelona         | 311       | 5.899.063        | 7.734,39   | 763              | Barcelona                 |

## Provinz Girona

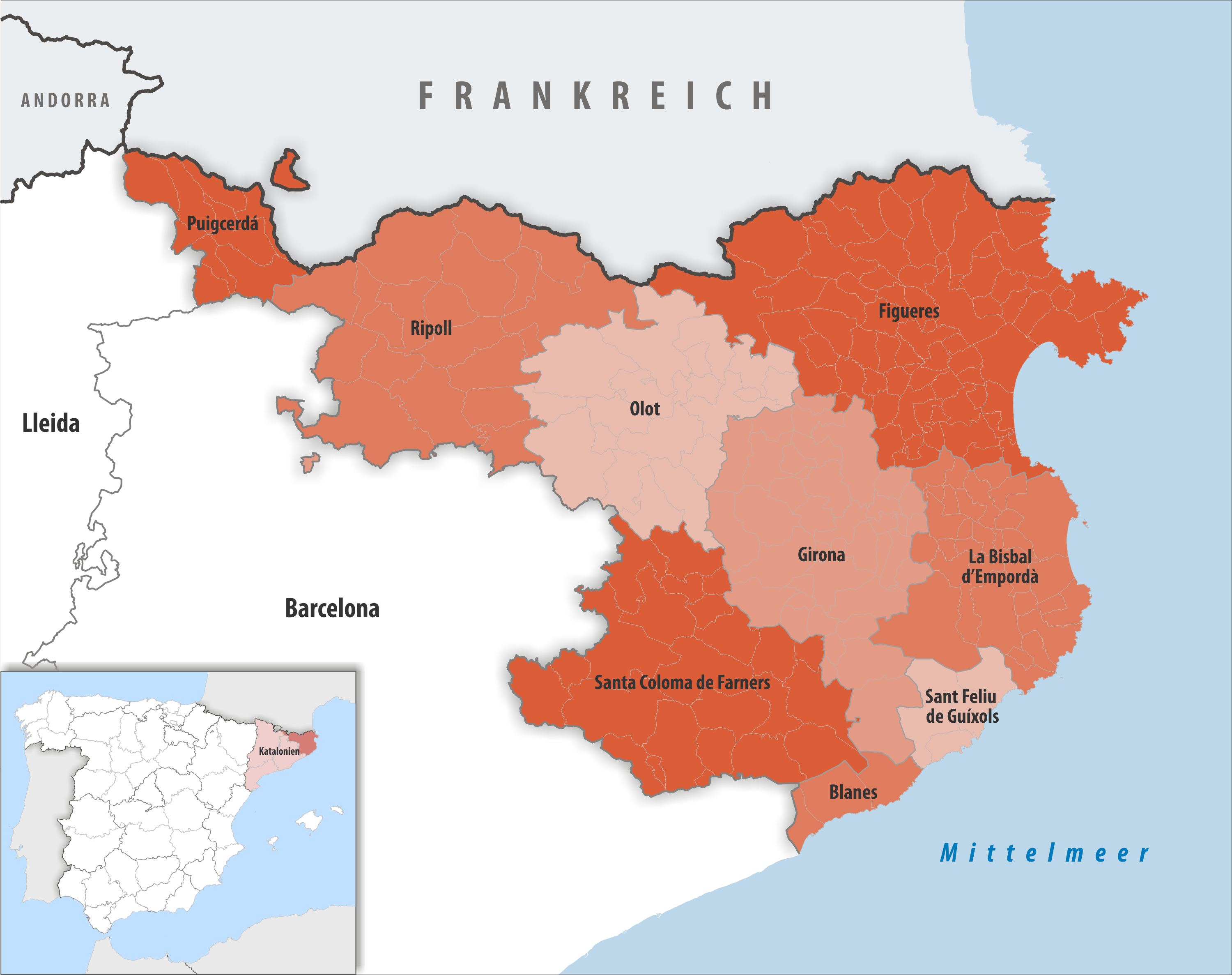
Gerichtsbezirke in der Provinz Girona

| Gerichtsbezirk          | Gemeinden | Einwohner (2024) | Fläche km² | Dichte Einw./km² | Hauptquartier           |
| ----------------------- | --------- | ---------------- | ---------- | ---------------- | ----------------------- |
| La Bisbal d’Empordà     | 32        | 89.899           | 562,68     | 160              | La Bisbal d’Empordà     |
| Blanes                  | 3         | 91.072           | 104,59     | 871              | Blanes                  |
| Figueres                | 68        | 148.856          | 1.358,24   | 110              | Figueres                |
| Girona                  | 38        | 239.646          | 839,72     | 285              | Girona                  |
| Olot                    | 21        | 62.481           | 733,87     | 85               | Olot                    |
| Puigcerdà               | 11        | 16.303           | 251,03     | 65               | Puigcerdà               |
| Ripoll                  | 20        | 25.935           | 992,05     | 26               | Ripoll                  |
| Sant Feliu de Guíxols   | 4         | 54.213           | 139,00     | 390              | Sant Feliu de Guíxols   |
| Santa Coloma de Farners | 24        | 94.547           | 936,46     | 101              | Santa Coloma de Farners |
| Provinz Girona          | 221       | 822.952          | 5.917,64   | 139              | Girona                  |

## Provinz Lleida

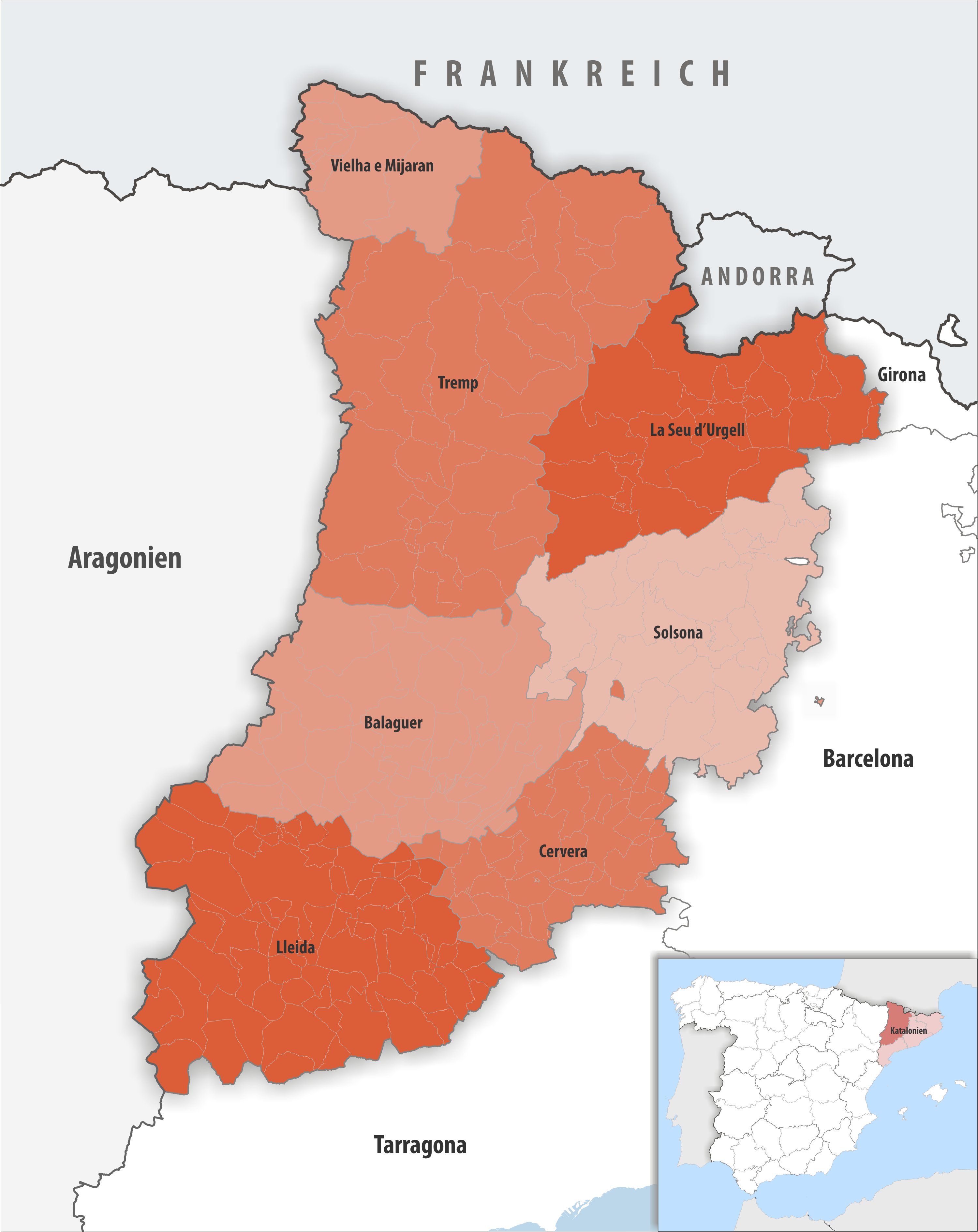
Gerichtsbezirke in der Provinz Lleida

| Gerichtsbezirk   | Gemeinden | Einwohner (2024) | Fläche km² | Dichte Einw./km² | Hauptquartier    |
| ---------------- | --------- | ---------------- | ---------- | ---------------- | ---------------- |
| Balaguer         | 41        | 64.628           | 1.947,86   | 33               | Balaguer         |
| Cervera          | 36        | 54.545           | 1.011,48   | 54               | Cervera          |
| Lleida           | 65        | 252.756          | 2.182,43   | 116              | Lleida           |
| La Seu d’Urgell  | 22        | 22.573           | 1.583,44   | 14               | La Seu d’Urgell  |
| Solsona          | 26        | 21.552           | 1.652,94   | 13               | Solsona          |
| Tremp            | 32        | 24.578           | 3.153,09   | 8                | Tremp            |
| Vielha e Mijaran | 9         | 10.565           | 632,14     | 17               | Vielha e Mijaran |
| Provinz Lleida   | 231       | 451.197          | 12.163,38  | 37               | Lleida           |

## Provinz Tarragona

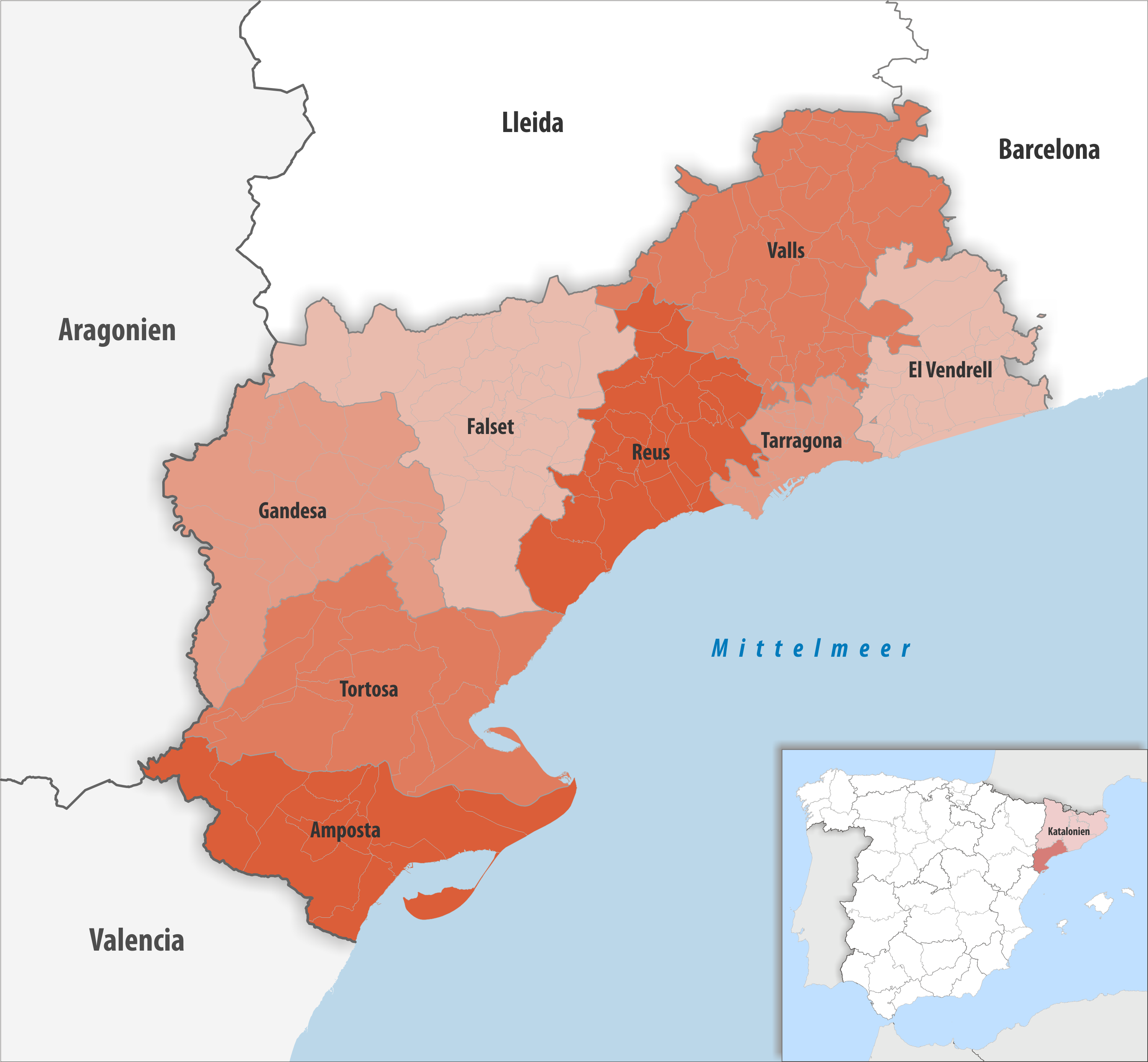
Gerichtsbezirke in der Provinz Tarragona

| Gerichtsbezirk    | Gemeinden | Einwohner (2024) | Fläche km² | Dichte Einw./km² | Hauptquartier |
| ----------------- | --------- | ---------------- | ---------- | ---------------- | ------------- |
| Amposta           | 12        | 71.342           | 734,75     | 97               | Amposta       |
| Falset            | 31        | 20.721           | 1.083,60   | 19               | Falset        |
| Gandesa           | 18        | 22.238           | 983,49     | 23               | Gandesa       |
| Reus              | 28        | 204.369          | 696,91     | 293              | Reus          |
| Tarragona         | 13        | 230.532          | 215,59     | 1.069            | Tarragona     |
| Tortosa           | 14        | 82.004           | 1.001,91   | 82               | Tortosa       |
| Valls             | 43        | 67.462           | 1.103,31   | 61               | Valls         |
| El Vendrell       | 25        | 162.863          | 486,68     | 335              | El Vendrell   |
| Provinz Tarragona | 184       | 861.531          | 6.306,24   | 137              | Tarragona     |